# Cemeský záliv
Cemeský záliv (rusky Цемесская бухта) též Novorossijský záliv je nezamrzající záliv v severní části ruského pobřeží Černého moře. Je to druhý nejvýznamnější záliv v ruské vodní oblasti v povodí Černého moře po Sevastopolském zálivu. Záliv se stal součástí Ruské říše v roce 1829 po rusko-turecké válce. Od té doby je využíván pro vojenské, obchodní a civilní potřeby regionu a především přístavu Novorossijsk.

## Geografie
Záliv získal svůj název podle řeky Cemes, která do něho ústí. Západní křídlo zálivu tvoří poloostrov Abrau s nízkými vrchy (do 550 m). Vpravo záliv obklopuje vyšší Markotchskij hřbet (až 717 m). Délka pobřeží je 15 km, do pevniny zasahuje 7 km, šířka u vstupu je 9 km a ve střední části 4,6 km. Plavební dráha je 11,0 – 12,4 m, hloubka kotviště 9,4 – 10,9 m. Maximální hloubka zálivu je 27 m, což umožňuje vplutí do zálivu jakýmkoliv zaoceánským lodím. Břehy zálivu na jihozápadě jsou nízko položené, na severovýchodě vyvýšené a mírně členité.
Vstup do zálivu je ze severozápadu omezen ostrovem Sudžuk a z jihovýchodu mysem Doob. Uprostřed zálivu je minimální hloubka cca 5 m. V severozápadní části zálivu se nachází přístavní město Novorossijsk, na východě osada Kabardinka.
Na podzim a v zimě je velkým nebezpečím pro plavbu vítr o síle hurikánu – bóra.

## Historie
Přestože plavbu na podzim a v zimě ovlivňují silné větry bóra (až 220 kilometrů v hodině), navštěvovali záliv již antičtí řečtí mořeplavci, kteří na pobřeží založili kolonii Bata. Ve 13. století postavili Janované u ústí řeky Cemes pevnost Batario a pobřeží ovládala bohatá kupecká janovská rodina Ghisolfi. Janované záliv pojmenovali Calo-Limena (Krásná zátoka).
V roce 1453 po pádu Cařihradu se celé území Cemeského zálivu stalo součástí Osmanské říše. V roce 1722 postavili Turci na pobřeží pevnost Sudžuk-Kale. V průběhu sta let se tato pevnost stala cílem několika rusko-tureckých bitev až v roce 1829 celé území zálivu získalo Rusko, které v roce 1838 na troskách bývalé turecké pevnosti Sudžuk-Kale postavilo nové město Novorossijsk, které bylo hlavní ruskou vojenskou pevností v oblasti. V průběhu Krymské války bylo město ruskými obránci zničeno a po válce znovu vybudováno.
V roce 1918 bylo v zálivu potopeno několik lodí ruské Černomořské flotily, aby se zabránilo jejich zajetí Němci.
Dne 31. srpna 1986 se v Cemeském zálivu srazila výletní loď Admiral Nachimov s lodí na sypký náklad Pjotr Vasevem, zahynulo 423 osob. Šlo o jednu z největších tragédií v historii sovětské mořeplavby. Vrak Admirala Nachimova dodnes leží na pravoboku v Cemeském zálivu v hloubce 46 metrů. V roce 2006, při 20. výročí tragédie, vykonal pravoslavný kněz Alexej vzpomínkovou bohoslužbu na palubě potopené lodi, kde umístil dřevěný kříž. Otec Alexej je dosud jediný kněz, který uskutečnil podmořskou bohoslužbu.

## Klima
Množství srážek nad zálivem v chladném období je stejné jako ve Středomoří, v teplém období je zde výrazně více srážek jak ve Středomoří. Svahy zálivu jsou v létě suché a porostlé suchomilnou vegetací. Délka slunečního svitu nad Cemeským zálivem dosahuje 2300 hodin ročně a teplota vody zálivu i v nejchladnějším měsíci (únoru) obvykle neklesne pod +6 °C. V důsledku přenosu tepla z přes léto ohřátého moře je i v zimních měsících teplota vzduchu nad zálivem přes den +5 °C a vyšší, v noci se pohybuje kolem 0 °C. Vzhledem k tomu, že se nachází v oblasti suchých subtropů středomořského typu, vody zálivu prakticky nezamrzají.
Od listopadu do března dosahuje silný severovýchodní vítr síly hurikánu s rychlostí větru nad 29 m/s.

## Galerie

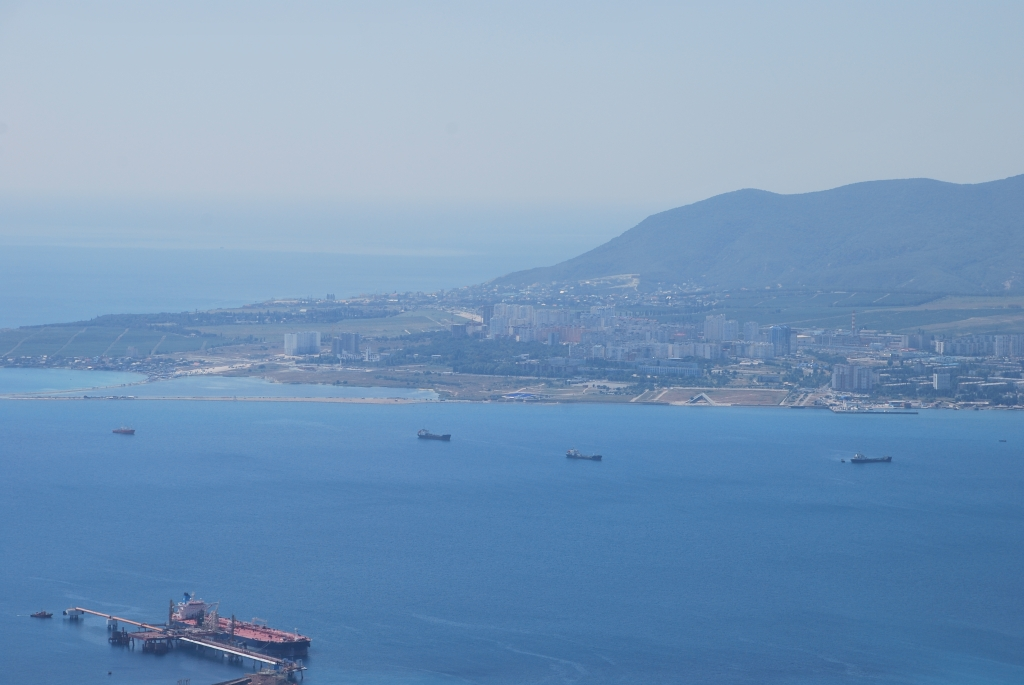
Cemeský záliv (rok 2010)
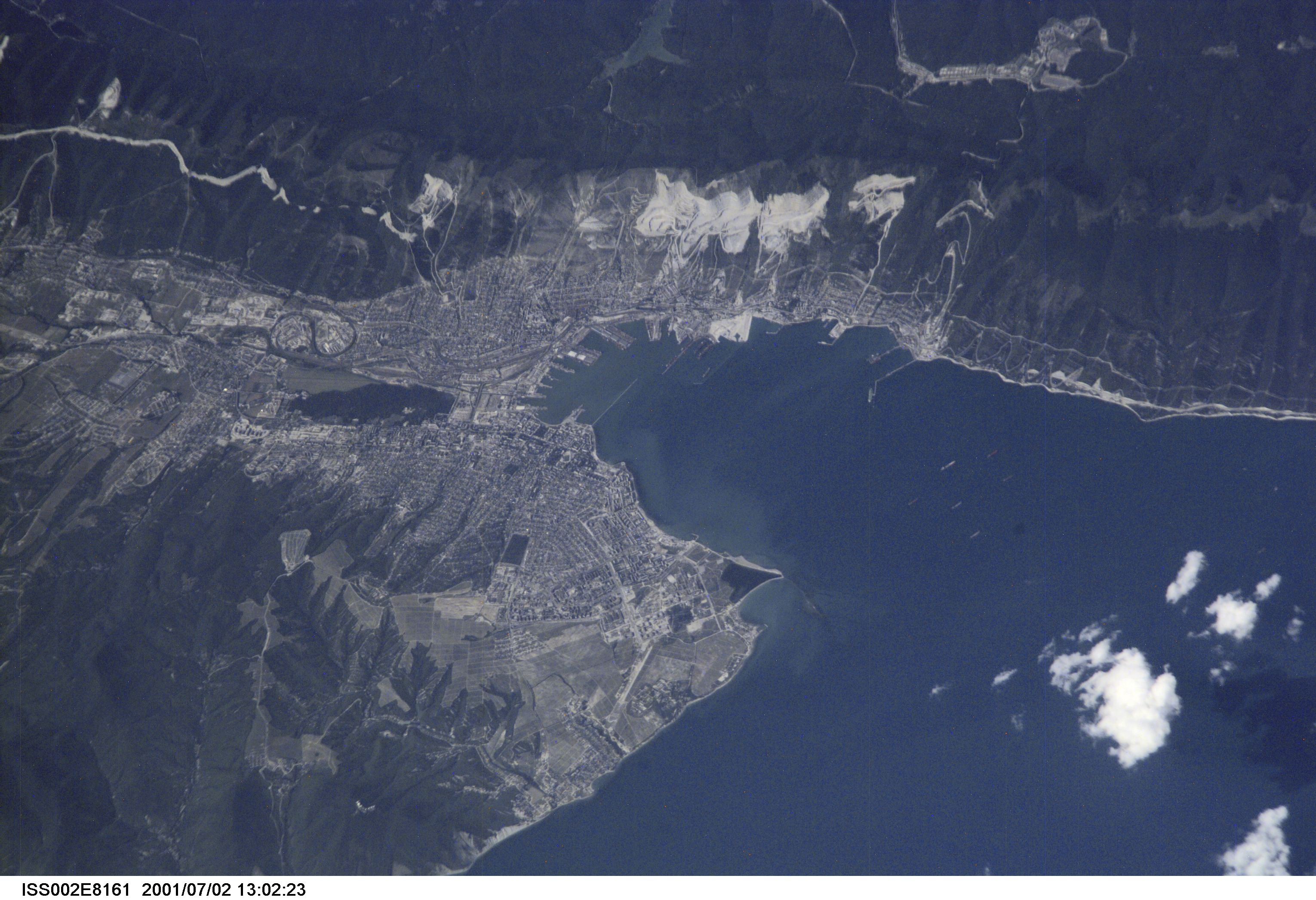
Satelitní snímek zálivu
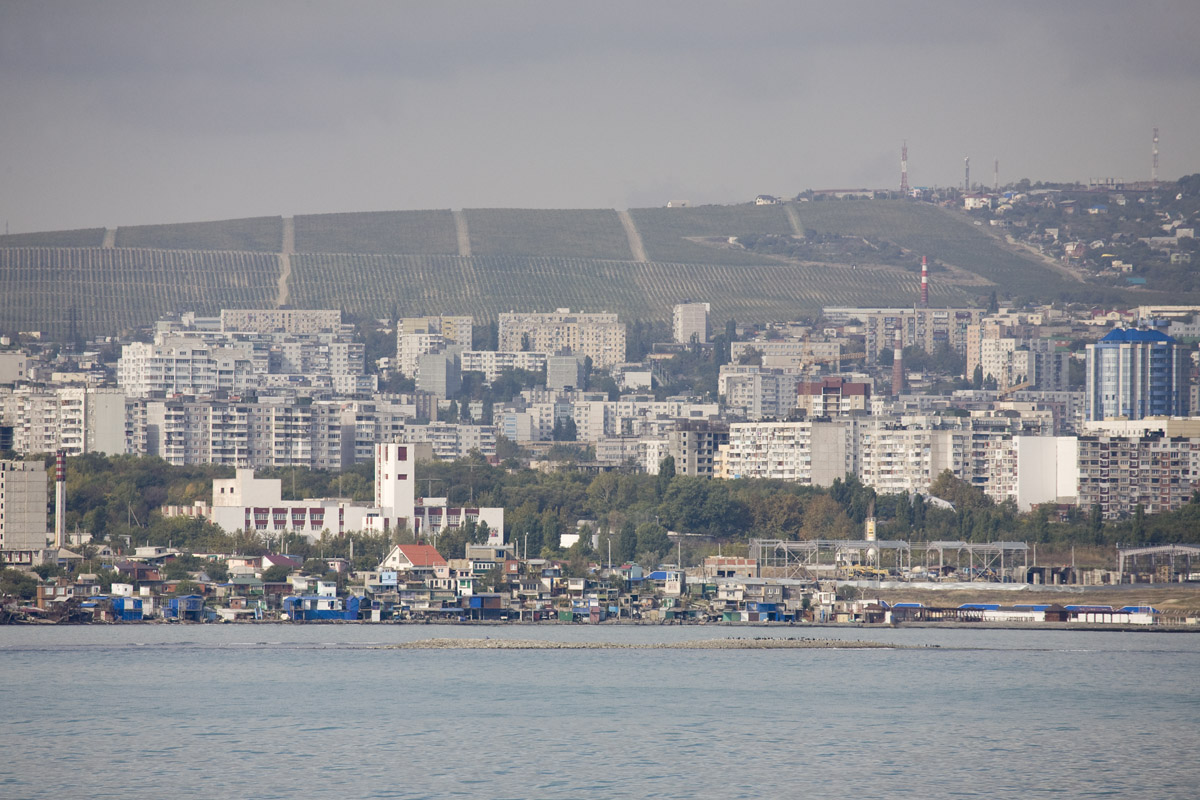
Ostrov Sudžuk před Novorossijskem
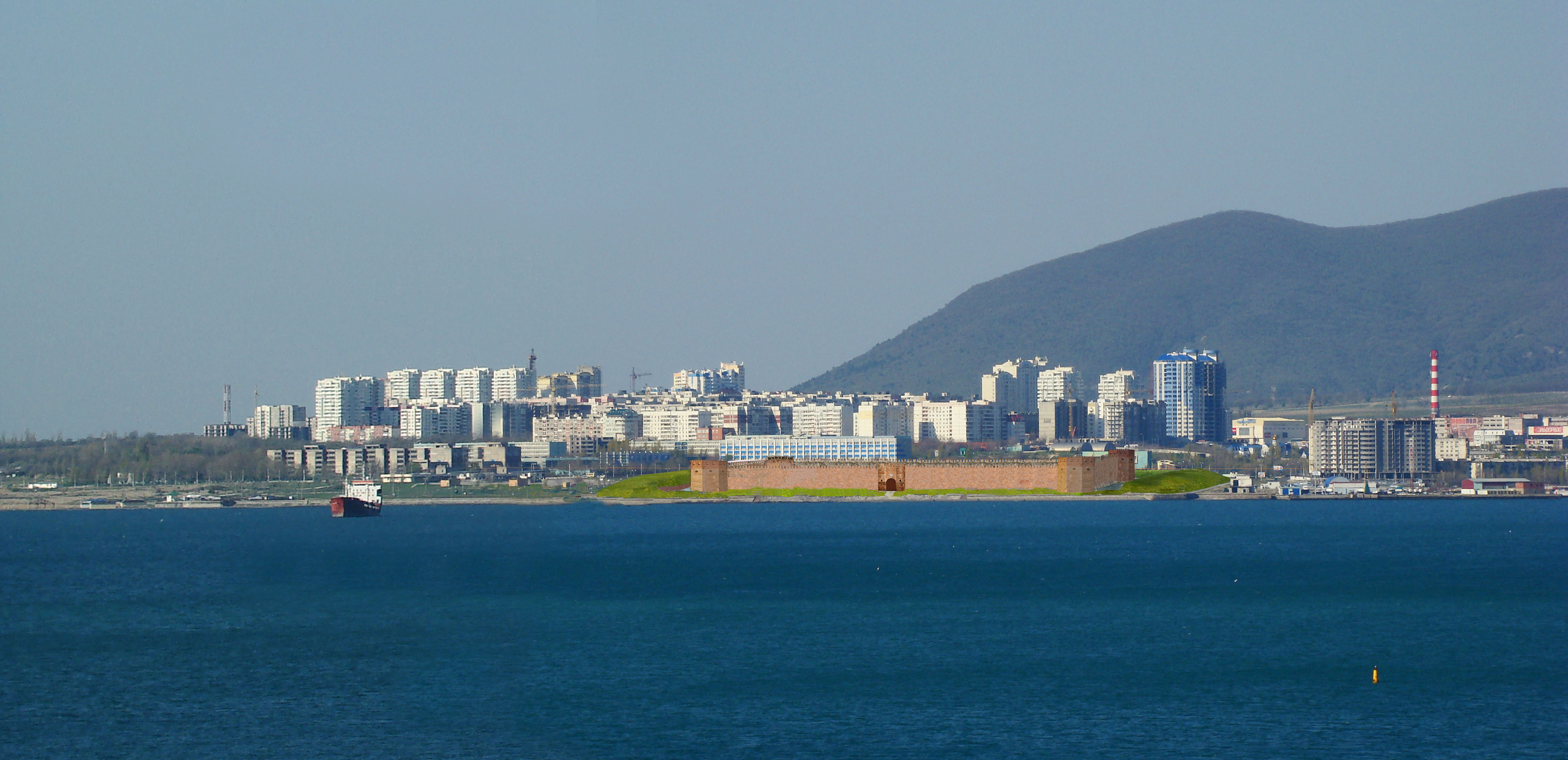
Rekonstrukce pevnosti Sudžuk-Kale